# シュポングル
シュポングル(Shpongle)は、イギリスの電子音楽とワールドミュージックを基調としたサイケデリックバンドである。所属レーベルはTwisted Records。メンバーは、サイモン・ポスフォードとラジャ・ラム。
メンバーは、サイケデリックトランスと民族音楽、アンビエントを組み合わせたジャンルである、サイビエントの先駆者の2人であり、シュポングルも、サイビエントの代表的アーティストとして紹介されることが多い。
「シュポングル」という言葉は造語であり、表しようのないモノを表すと言う意味がある。彼らの音楽を聴いた人が受けたそれぞれの意味を意味するのだという。
サイモンはシンセサイザー、スタジオワーク、ライブ演奏に努め、ラジャはフルートと音楽のコンセプトを担当している。ラジャはサイモンのミューズであるといい、ラジャが語る物語が音楽に翻訳され、シュポングルの音楽が出来上がるという。
シュポングルの音楽は根底にサイケデリックな体験からの影響を含んでおり、随所にサイケデリックな質感の音やトリップ感を誘発する展開が散りばめられている。また、意識拡張や変性意識状態 、幻覚に関連する音声サンプルを頻繁に使用しており、たとえば、トラック「A New Way to Say 'Hooray'」には、DMTの効能を説明するテレンス・マッケナの音声サンプルが含まれている。
1996年から本格的活動を始め、2005年にいったん活動を終了したものの、2009年に4枚目のアルバムとなる「Ineffable Mysteries From Shpongleland」を発売し、実質的に活動を再開している。
ライブ活動に関しては、2001年7月に来日し、本栖ハイランドで行われた「Solstice Music Festival」内でシュポングルとして初のライブを行った。その後もロンドン、モスクワ、ハンガリー、オーストラリア、アメリカなどで歌手、演奏家、パフォーマーたちとの共演によるユニークなステージパフォーマンスを続けた。そのいくつかはDVDに収録され発売されている。2019年3月のRed Rocksでのパフォーマンスをもって、フルバンド形式でのコンサートは最後であるとアナウンスされた。
2024年5月ゴールデンウィーク中に渋谷で行われたシュポングル名義（サイモン単独）でのライブ「LAST GIG」に際し、サイモンは今後のライブ活動について縮小をほのめかしたが、その翌週にサイモンが自身のFacebook上で結婚予定であることを報告し、ライブ活動の続行を示唆した。

## 作品

### スタジオアルバム
1. "Are You Shpongled?" (1998年)
2. "Tales of the Inexpressible" (2001年)
3. "Nothing Lasts... But Nothing Is Lost" (2005年)
4. "Ineffable Mysteries from Shpongleland" (2009年)
5. "Museum of Consciousness" (2013年)
6. "Codex VI" (2017年)

### シングル
1. "Divine Moments of Truth" (2000年)
2. "The Crystal Skulls EP" (2001年)
3. "Dorset Perception / Beija Flor" (2004年)
4. "The God Particle" (2010年)
5. "Carnival of Peculiarities" (2021年)

### リミックス
1. "Divine Moments of Truth" (2000年)
2. "Shpongle Remixed" (2003年)
3. "Divine Moments Of Truth (Astrix - Loud - L.S.D - Remix)" (2017年)
4. "Live At Ozora 2019" - Shpongle Static 名義で Eat Static と共演 (2020年)
5. "Shpongle Remixed By Cosmic Trigger" (2020年)

### その他
1. "Saudade Pt. II" - 収録アルバム名: Floatation (2001年)
2. "Divine Moments Of Truth (Live Studio Mix)" - Electronic High 2 (2001年)
3. "The Sixth Revelation" - The Mystery Of The Thirteen Crystal Skulls (2001年)
4. "The Seventh Revelation" - The Secret Of The Thirteen Crystal Skulls (2002年)
5. "Antarctica (and Alan Parsons)" (2003年)
6. "Return To Tunguska (Featuring - David Gilmour)" - A Valid Path (2004年)

### DVD
1. "Live in Concert at the Roundhouse London 2008" (2009年)
2. "Live in London 2014" (2015年)
3. "Live at Red Rocks" (2015年)